# Даазе, Ханс-Кристоф
Ханс-Кристо́ф Да́азе (нем. Hans-Christoph Daase, известен также как Кристо́ф Да́азе, нем. Christoph Daase; род. 26 июня 1983) — немецкий кёрлингист.
В составе мужской команды Германии участник чемпионата мира 2012.

## Достижения
- Первенство Европы по кёрлингу среди юниоров: бронза (2006).

## Команды
| Сезон   | Четвёртый      | Третий          | Второй        | Первый             | Запасной                            | Турниры            |
| ------- | -------------- | --------------- | ------------- | ------------------ | ----------------------------------- | ------------------ |
| 2005—06 | Severin Walter | Мануэль Вальтер | Patrick Benz  | Ханс-Кристоф Даазе | Malte Zeller тренер: Катя Вайссер   | ПЕЮ 2006           |
| 2007—08 | Кристофер Барч | Родгер Шмидт    | Петер Рикмерс | Кристоф Даазе      |                                     |                    |
| 2008—09 | Кристофер Барч | Свен Гольдеман  | Петер Рикмерс | Кристоф Даазе      |                                     |                    |
| 2011—12 | Феликс Шульце  | Джонни Яр       | Петер Рикмерс | Свен Гольдеман     | Кристоф Даазе тренер: Мартин Байзер | ЧМ 2012 (11 место) |

(скипы выделены полужирным шрифтом)